# 藤田左弌郎
藤田 左弌郎（ふじた さいちろう、1886年 - 1976年）は、日本の造園家、バハイ教徒。山口県柳井市出身。

## 生涯
カリフォルニア州オークランドのハイ・スクール在学中、1905年頃バハイ教徒となった。1912年には北アメリカを訪問中のアブドゥル・バハーと出会い、1919年にハイファに招かれ万国正義院の庭園設計造園を始めた。彼はその後、第二次世界大戦中に日本へ帰国した時期を除いて1976年に亡くなるまで、ハイファのバハイ教寺院の造園と庭園の整備維持を続けた。
イスラエルのハイファのバハイ世界センターにおいて、 アブドゥル・バハーやショーギ・エフェンディー、そして後に万国正義院のもとで長らく奉仕活動に携わった。
現在、ハイファの西洋式庭園は、彼が生涯をかけて仕上げた。
彼の墓標にはこう記されている：
”Thou wilt render a great service and this will become the cause of thy everlasting glory.” — Abdu'l-Bahá
訳：「汝の大いなる奉仕が、汝の不朽の栄光の基とならん」ーアブドゥル・バハー